# Ioan Robu
Ioan Robu (Târgu Secuiesc, 6 novembre 1944) è un arcivescovo cattolico rumeno.

## Biografia
Il 25 ottobre 1984 è stato nominato amministratore apostolico di Bucarest e vescovo titolare di Celle di Proconsolare. È stato consacrato l'8 dicembre successivo dal cardinale Agostino Casaroli. Il 14 marzo 1990 è stato nominato arcivescovo di Bucarest. Il 21 novembre 2019 papa Francesco ha accolto la sua rinuncia per raggiunti limiti di età.

## Genealogia episcopale e successione apostolica
La genealogia episcopale è:
- Cardinale Scipione Rebiba
- Cardinale Giulio Antonio Santori
- Cardinale Girolamo Bernerio, O.P.
- Arcivescovo Galeazzo Sanvitale
- Cardinale Ludovico Ludovisi
- Cardinale Luigi Caetani
- Cardinale Ulderico Carpegna
- Cardinale Paluzzo Paluzzi Altieri degli Albertoni
- Papa Benedetto XIII
- Papa Benedetto XIV
- Papa Clemente XIII
- Cardinale Marcantonio Colonna
- Cardinale Giacinto Sigismondo Gerdil, B.
- Cardinale Giulio Maria della Somaglia
- Cardinale Carlo Odescalchi, S.I.
- Cardinale Costantino Patrizi Naro
- Cardinale Lucido Maria Parocchi
- Papa Pio X
- Papa Benedetto XV
- Papa Pio XII
- Cardinale Eugène Tisserant
- Papa Paolo VI
- Cardinale Agostino Casaroli
- Arcivescovo Ioan Robu

La successione apostolica è:
- Vescovo Cornel Damian (2003)